# Miguel Pallardó
Miguel Pallardó (sinh ngày 5 tháng 9 năm 1986) là một cầu thủ bóng đá người Tây Ban Nha.

## Sự nghiệp câu lạc bộ
Miguel Pallardó đã từng chơi cho V-Varen Nagasaki.